# مالوكو الشمالية
مقاطعة مالوكو الشمالية (بالإندونيسية: Maluku Utara)‏، هي إحدى مقاطعات إندونسيا. و عاصمتها سوبيبي.

## جزر المقاطعة
من أهم جزر المقاطعة:
- جزيرة هلما هيرا ، ومن الجزر القريبة منها :
  - جزيرة ماكيان
  - جزيرة موروتاي
  - جزيرة تيرنات
  - جزيرة تيدور
- جزيرة باكان
- جزر ويدي
- جزر أوبي
- جزر سولا